# Midnolina

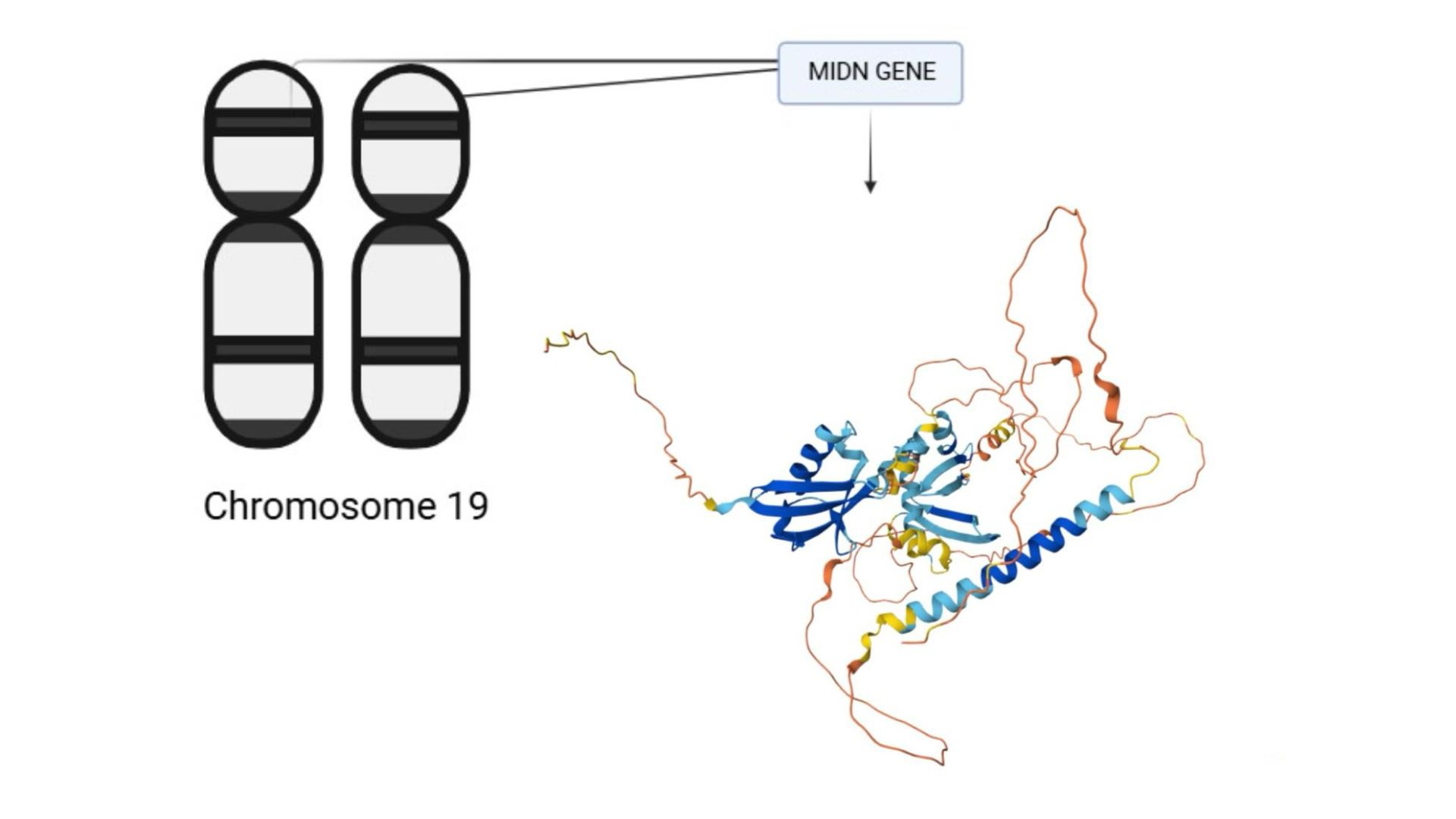
Localización cromosomal del gen MIDN y estructura tridimensional de la Midnolina

La Midnolina (MIDN) es una proteína sintetizada a partir del gen MIDN. Fue descubierta en el año 2000 en células madre embrionarias por Tsukahara, M. y su equipo.  Su nombre proviene de la designación primaria (Midbrain Nucleolar Protein).
La Midnolina está involucrada en el proceso de degradación proteica, independiente de la ubiquitina, de factores de transcripción inducidos por estímulos como FOSB, EG R1, NR4A1 e IRF4 al proteasoma. También está implicada en la degradación de otros sustratos como CBX4. La MIDN desempeña un papel significativo en la inhibición de la actividad de la glucoquinasa GCK y de la secreción de insulina basal e inducida por glucosa.

## Localización celular
Estudios realizados mediante la unión de la Midnolina (MIDN) a una proteína fluorescente verde (GFP) y su consiguiente estimulación con radiación ultravioleta han demostrado que esta se encuentra ubicada en el núcleo celular y en el citoplasma, pero no en el nucleolo. En las células neuronales símil, generadas a partir de la línea celular PC12, la proteína MIDN se localiza principalmente en el núcleo y las membranas intracelulares. Su expresión no se limita solamente al mesencéfalo, donde primeramente se encontró, sino que también está presente en diversos órganos y tejidos en ratones adultos como el corazón, el bazo, los pulmones, el hígado, los riñones y el músculo esquelético.

## Estructura
La Midnolina está constituida por ~468-508 aminoácidos y contiene 3  dominios.
El primer dominio se encuentra en el extremo N-terminal y es similar a la ubiquitina. Este dominio se encarga de promover la degradación del sustrato. 
Los otros dos dominios, Catch1 y Catch2, son necesarios para interactuar con regiones no estructuradas dentro de los factores de degradación. Se localizan en la región α-hélice del extremo C-terminal, junto a la señal de localización nuclear (NLS en inglés) formada por 28 aminoácidos.

## Gen
El gen MIDN se ubica en el cromosoma 19, en su brazo corto p, concretamente en la banda 13 y la sub-banda 3; utilizando la sintaxis del locus, de manera resumida: 
19p13.3 

## Funciones

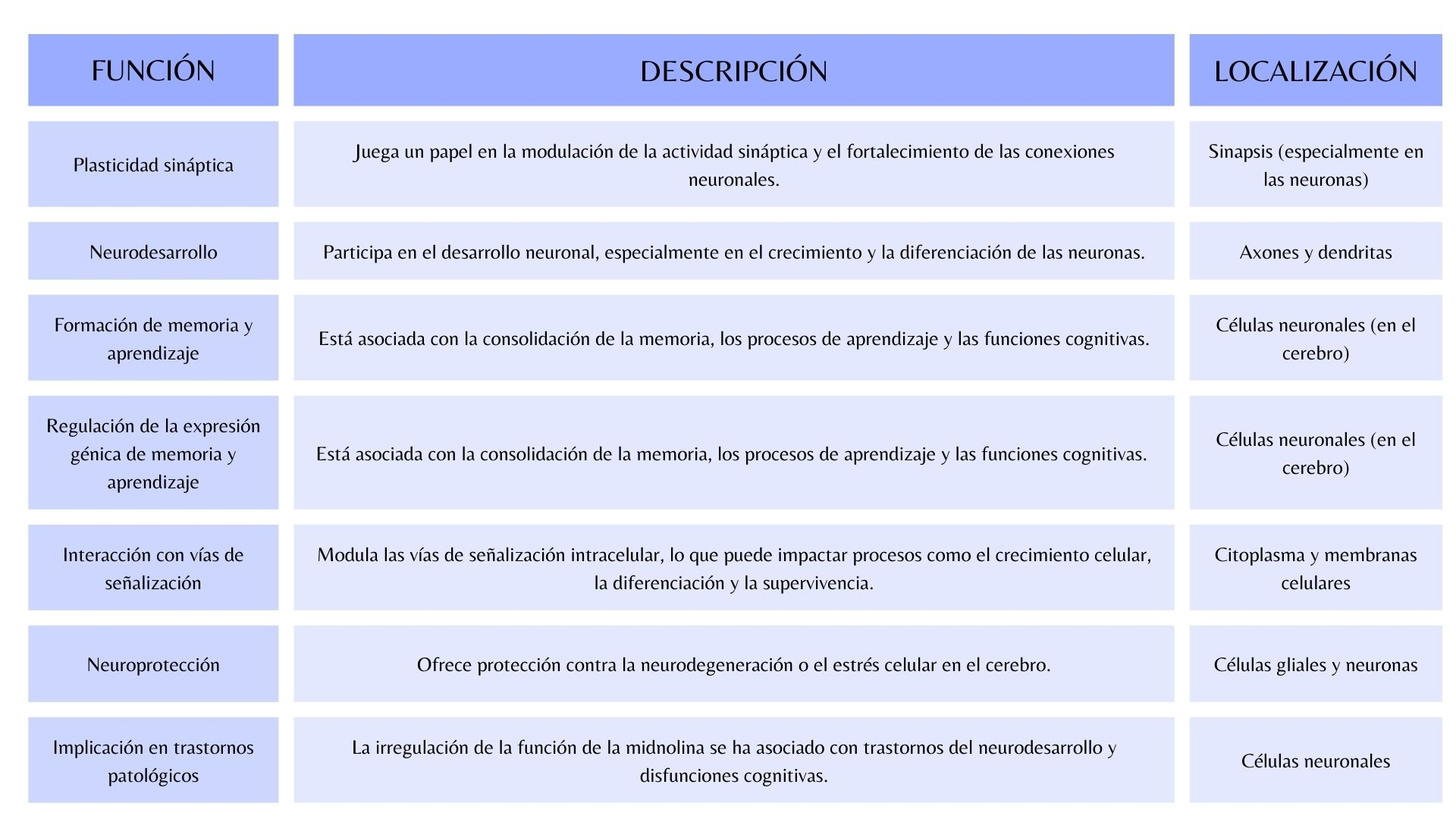

La midnolina (MIDN) realiza diversas funciones, las más importantes están relacionadas con el sistema nervioso como la plasticidad sináptica o el neurodesarrollo.
La MIDN también está implicada en los procesos de interacción celular.
En la imagen de la derecha se resumen las principales funciones de la midnolina, así como su localización.

## La vía de degradación «midnolina-proteasoma»
Un estudio realizado por investigadores de la facultad de medicina de Harvard evidencian que la midnolina (MIDN) atrapa directamente las proteínas y las traslada al sistema de eliminación de residuos celulares (el proteasoma), donde se degradan independientemente del marcaje por ubiquitina. Esta vía se descubrió utilizando la técnica CRISPR dirigida a células HEK 293 in vitro.
La vía Midnolina-proteasoma evita este sistema canónico de ubiquitinación y es indispensable para lograr la degradación selectiva de muchas proteínas, principalmente nucleares, como IRF4, NeuroD1, PAX8, GATA1 y otros numerosos reguladores transcripcionales específicos del tipo celular en el entorno nuclear, donde reside en mayor proporción la propia MIDN.
La inducción de la actividad de la Midnolina se consigue mediante la aplicación de diversos estímulos neuronales y  factores de crecimiento.

### Mecanismo de acción

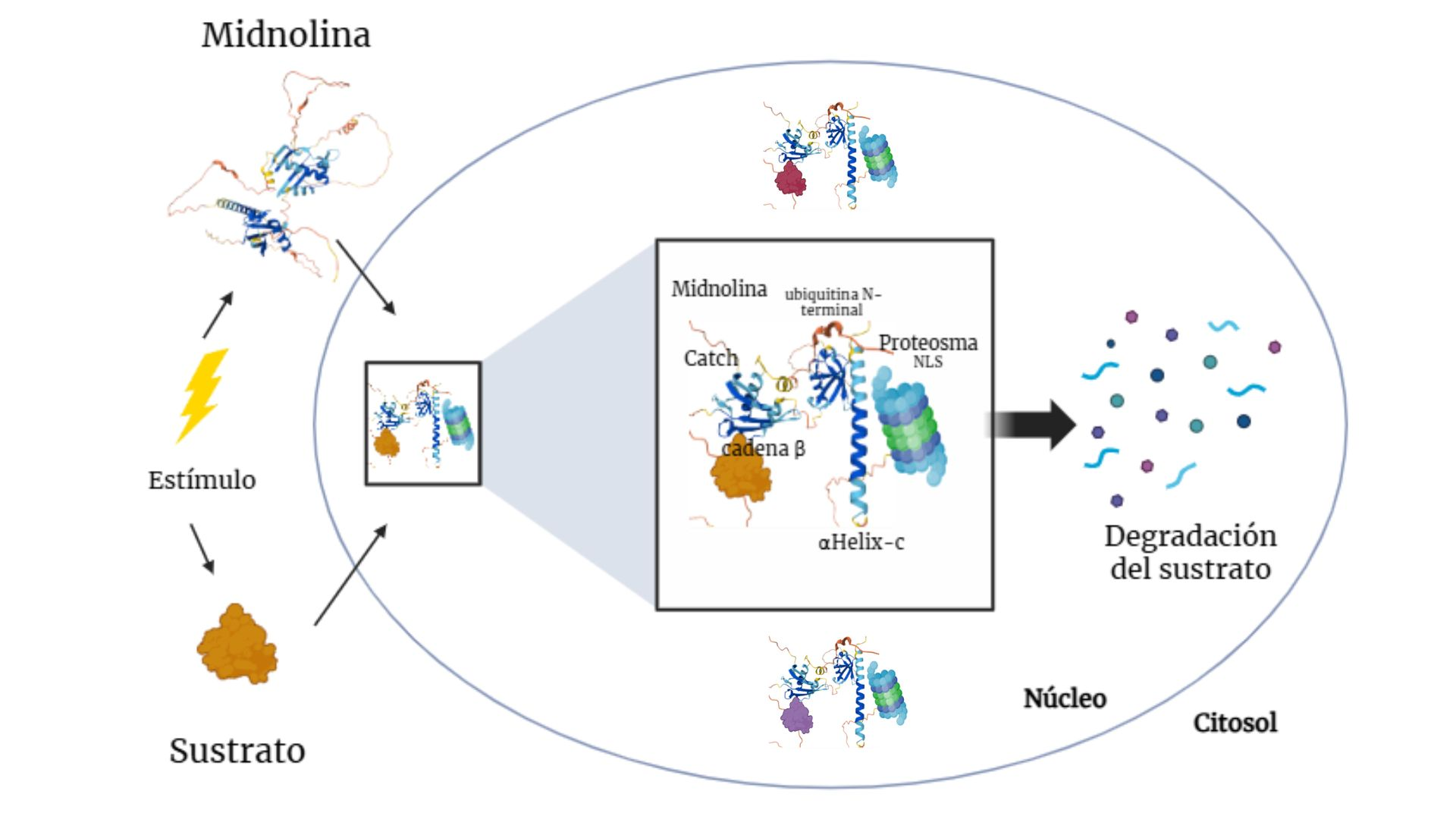
La vía de degradación midnolina-proteasoma es inducida por diversas señales, activando al dominio catch y al dominio ubiquitina N-terminal. La imagen fue creada con Alpha Fold y Bio Render.

Dentro del núcleo, la Midnolina se une a los sustratos utilizando su dominio estructural Catch (αHelix-C) que adopta la forma hebra β libre necesaria para atraparlos. Este dominio puede unirse a una gran variedad de proteínas debido a sus dos regiones de aminoácidos, que pueden captar áreas de proteínas no estructuradas.  El dominio Catch también es responsable de introducir estas proteínas en el proteasoma donde serán degradadas utilizando el dominio similar a la ubiquitina N-terminal (Ubl).
Las regiones proteicas no estructuradas pertenecientes a los factores destinados a la degradación también presentan propensión a configurarse como cadenas β, funcionando así como grado o componente de la Midnolina. 
Pruebas genéticas llevadas a cabo por Xin Gu et al. revelaron que MIDN es la pieza fundamental en la degradación de la proteína IEG, responsable de la regulación de una gran cantidad de respuestas celulares que incluyen el reingreso al ciclo celular de fibroblastos inactivos durante la cicatrización de heridas, la activación de células inmunes en respuesta a citocinas, infecciones bacterianas y virales, y las respuestas adaptativas de las neuronas a los neurotransmisores durante el aprendizaje y la memoria.
A diferencia de las enzimas ubiquitina-ligasas E3, que desempeñan un papel esencial en la catálisis del proceso de ubiquitinación, la Midnolina no contiene dominios RING o HECT encargados de la transferencia de la proteína ubiquitina al aminoácido lisina de los sustratos residuales o factores de procesividad proteasomal, como Rad23.

## Interacción con la glucocinasa
El dominio similar a la ubiquitina de la Midnolina (MIDN) permite la interacción con la glucocinasa, una enzima clave en la regulación de la glucosa por las células beta pancreáticas. La MIDN se une a la glucocinasa en condiciones de baja concentración de glucosa, inhibiendo su actividad y reduciendo la secreción de insulina. El análisis de la expresión de MIDN muestra valores más altos a bajos niveles de glucosa, definiendo el mecanismo de actuación de MIDN como regulador en el metabolismo de la glucosa y factor controlador de insulina en las células beta. La correlación entre la Midnolina y la glucocinasa estabiliza los niveles de glicemia en la sangre al regular la actividad de la glucocinasa en función de la disponibilidad de glucosa.

## Activación de la expresión deMIDN
La expresión de la Midnolina (MIDN) es promovida por la insulina a través de vías dependientes de la quinasa 1/2 (regulada por señales extracelulares) y de la fosfoinositol 3-cinasa. 
Además, la actividad del promotor MIDN incrementa por mutaciones en las secuencias consenso del factor de transcripción AP-2 y disminuye por mutaciones de la proteína de unión al elemento de respuesta de AMPc y de la proteína activadora 1 (AP-1).
 El mutante de la proteína de unión al elemento de respuesta de AMPc dominante negativo no bloquea la actividad del promotor MIDN, pero tanto el inhibidor farmacológico como el oligodesoxinucleótido señuelo para AP-1 bloquean significativamente su actividad. 
La unión del ADN de c-FOS y c-JUN a la secuencia consenso de AP-1 en el promotor MIDN es optimizada por la insulina (según la inmunoprecipitación de cromatina), por lo que AP-1 regula positivamente la expresión de MIDN. Los mecanismos “moleculares de la expresión del gen MIDN inducido por la insulina en las células neuronales y los fármacos que promueven la expresión de MIDN tienen consecuentemente potencial como medicamento.

## Implicaciones en la enfermedad de Parkinson
La Midnolina (MIDN) desempeña un papel importante en la regulación de la expresión de la proteína Parkin implicada en la enfermedad de Parkinson. La proteína Parkin (Parkinson 2, PARK2) ayuda a eliminar proteínas dañadas y a mantener la calidad de las proteínas en las células, por lo que es un factor clave en el mantenimiento de la salud neuronal. La MIDN parece inducir la expresión de Parkin a través de CRE, Elemento de Respuesta a cAMP (cAMP response element en inglés), una secuencia específica de ADN, que se encuentra en el promotor del gen de Parkin y al cual se une el factor de transcripción ATF4. Al estimular el CRE, la MIDN aumenta la expresión de Parkin, favoreciendo la protección contra el estrés en el retículo endoplasmático y en las mitocondrias, procesos críticos en la prevención del daño neuronal.
En pacientes con Parkinson esporádico, se ha encontrado una reducción en el número de copias del gen MIDN en un 10,5% de los casos, un cambio genético que no se observa en individuos sanos. La pérdida de MIDN en estos pacientes causa una disminución en los niveles de Parkin, lo que podría facilitar la acumulación de proteínas mal plegadas en las neuronas. Estas proteínas pueden llegar a ser tóxicas para las células y contribuyen a los procesos de neurodegenerativos característicos de la enfermedad de Parkinson.

## Implicaciones en el desarrollo del cáncer
La Midnolina (MIDN) se ha identificado también como factor de transcripción que regula el desarrollo mediante el control del transporte de ARNm. Su expresión aumenta a través de los factores de crecimiento neuronales (NGF) ERK1/2 y ERK5 y señalización de AMPc.
Cuando la expresión de genes de expresión rápida (Immediate Early Genes IEG), no está regulada, puede provocar cáncer, deficiencias inmunológicas y problemas neurológicos. Los ARNm de esos IEG se acumulan rápidamente después de la estimulación inicial y se destruyen rápidamente, lo que da como resultado un breve aumento repentino de la producción de proteínas. Si bien los mecanismos que regulan la transcripción de los IEG se comprenden bien, el proceso por el cual las proteínas se seleccionan para su eliminación sigue siendo un misterio.
El mecanismo biológico de degradación que corresponde a MIDN facilita la rápida descomposición de c-Fos y otras proteínas de genes IEG que afectan directa o indirectamente la proliferación de células tumorales, la angiogénesis y la apoptosis.  El avance del cáncer oral tiene como base la hiperactividad de MIDN. Los pacientes con cáncer de próstata dependiente de andrógenos avanzado (ADPC) recidivan y progresan a cáncer de próstata independiente de andrógenos (AIPC), también conocido como cáncer de próstata resistente a castración (CRPC). Los miARN pueden ser empaquetados en exosomas (Exos) y transferidos entre células. Los niveles elevados de miR-222-3p en las células AIPC en un aumento significativo de la proliferación celular, migración e invasión. Mecanísticamente, los Exos-miR-222-3p promueven la transformación de las células ADPC a células tipo AIPC activando la vía de señalización mTOR al dirigirse contra MIDN.